# Les Mazures
Les Mazures sont une commune française située dans le département des Ardennes en région Grand Est.

## Géographie

### Localisation
Les Mazures sont une petite commune des Ardennes, construite en légère altitude sur un sol marécageux

### Géologie et relief
Commune membre du Parc naturel régional des Ardennes.

### Sismicité
Commune située dans une zone de sismicité faible.

### Hydrographie
La commune est dans le bassin versant de la Meuse au sein du bassin Rhin-Meuse. Elle est drainée par la Meuse, le ruisseau de Fau, le ruisseau des Moulins, le ruisseau du Bois de Waibes, le ruisseau de Mairut, la Conduite de Whitaker, le ru de la Pile, le Ruz des Laies, le ruisseau d'Herbiaux, le ru Marie et le ruisseau du Champ Fleury,.
La Meuse, d'une longueur de 486 km, est un fleuve européen qui prend sa source en France, dans la commune du Châtelet-sur-Meuse, à 409 mètres d'altitude, et se jette dans la mer du Nord après un cours long d'approximativement 950 kilomètres traversant la France, la Belgique et les Pays-Bas. Elle longe la commune sur une petite partie est, s'écoulant du nord vers le sud  sur une longueur d'environ 700 m.
Le ruisseau de Fau, d'une longueur de 19 km, prend sa source dans la commune et se jette  dans la Meuse à Revin, après avoir traversé six communes.

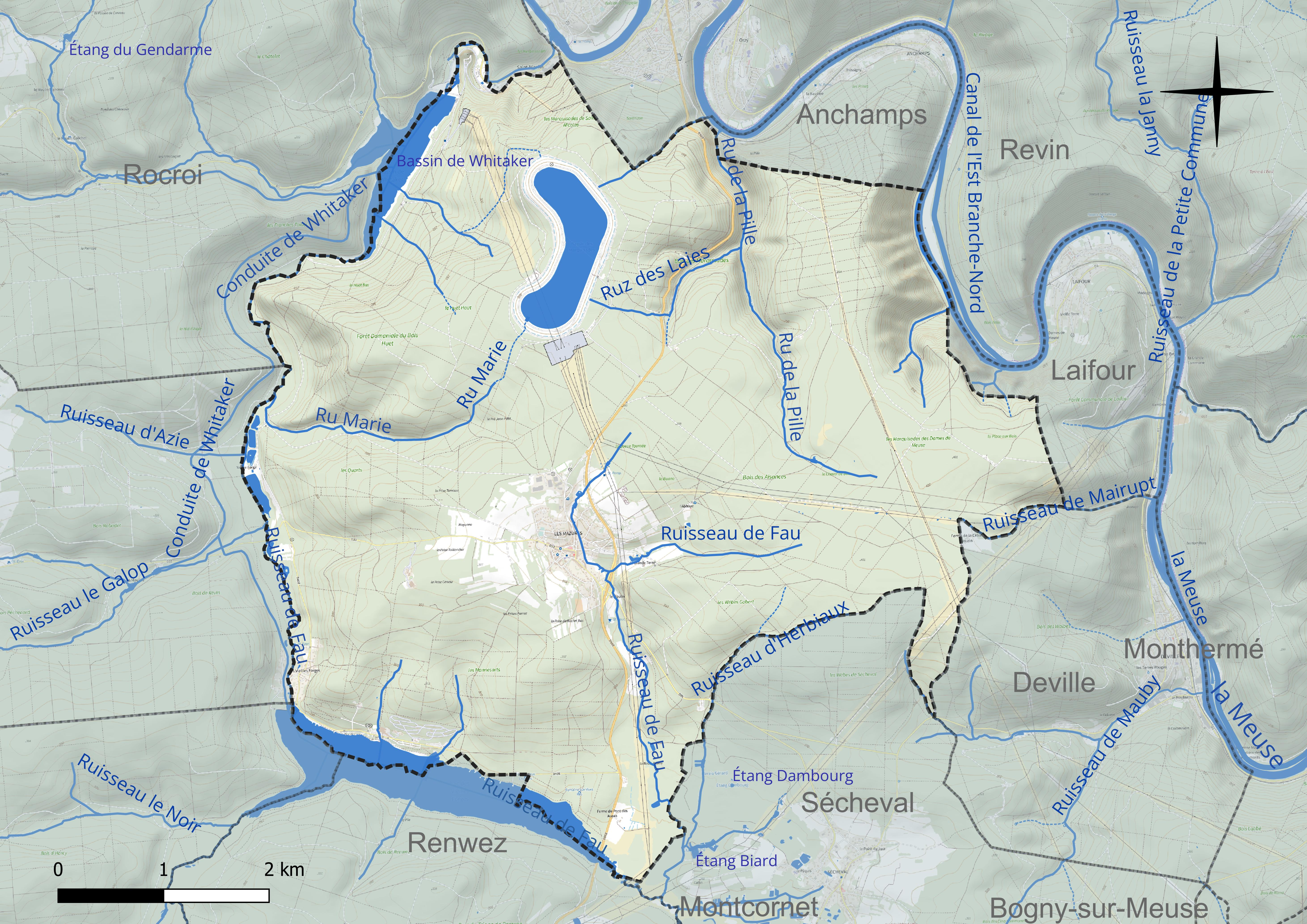
Réseau hydrographique des Mazures.

Trois plans d'eau complètent le réseau hydrographique : le bassin de Whitaker, d'une superficie totale de 50,3 ha (27,9 ha sur la commune), le bassin des Marquisades (61,5 ha) et le lac des Vieilles Forges, d'une superficie totale de 141,1 ha (39 ha sur la commune),.

### Climat
Pour des articles plus généraux, voir Climat du Grand Est et Climat des Ardennes.
En 2010, le climat de la commune est de type climat de montagne, selon une étude du Centre national de la recherche scientifique s'appuyant sur une série de données couvrant la période 1971-2000. En 2020, Météo-France publie une typologie des climats de la France métropolitaine dans laquelle la commune est exposée à un climat océanique altéré et est dans la région climatique Lorraine, plateau de Langres, Morvan, caractérisée par un hiver rude (1,5 °C), des vents modérés et des brouillards fréquents en automne et hiver.
Pour la période 1971-2000, la température annuelle moyenne est de 9 °C, avec une amplitude thermique annuelle de 15,5 °C. Le cumul annuel moyen de précipitations est de 1 191 mm, avec 14,6 jours de précipitations en janvier et 10,7 jours en juillet. Pour la période 1991-2020, la température moyenne annuelle observée sur la station météorologique de Météo-France la plus proche, « Rocroi », sur la commune de Rocroi à 9 km à vol d'oiseau, est de 9,5 °C et le cumul annuel moyen de précipitations est de 1 210,4 mm. 
La température maximale relevée sur cette station est de 37,6 °C, atteinte le 25 juillet 2019 ; la température minimale est de −14,7 °C, atteinte le 4 février 2012,,.
Les paramètres climatiques de la commune ont été estimés pour le milieu du siècle (2041-2070) selon différents scénarios d'émission de gaz à effet de serre à partir des nouvelles projections climatiques de référence DRIAS-2020. Ils sont consultables sur un site dédié publié par Météo-France en novembre 2022.

## Urbanisme

### Typologie
Au 1er janvier 2024, Les Mazures sont catégorisées bourg rural, selon la nouvelle grille communale de densité à 7 niveaux définie par l'Insee en 2022.
Elle est située hors unité urbaine. Par ailleurs la commune fait partie de l'aire d'attraction de Charleville-Mézières, dont elle est une commune de la couronne,. Cette aire, qui regroupe 132 communes, est catégorisée dans les aires de 50 000 à moins de 200 000 habitants,.

### Occupation des sols
L'occupation des sols de la commune, telle qu'elle ressort de la base de données européenne d’occupation biophysique des sols Corine Land Cover (CLC), est marquée par l'importance des forêts et milieux semi-naturels (84,7 % en 2018), une proportion sensiblement équivalente à celle de 1990 (84,6 %). La répartition détaillée en 2018 est la suivante : 
forêts (78,4 %), milieux à végétation arbustive et/ou herbacée (6,3 %), prairies (6,2 %), eaux continentales (4,6 %), zones industrielles ou commerciales et réseaux de communication (2,1 %), zones urbanisées (1,6 %), espaces verts artificialisés, non agricoles (0,8 %). L'évolution de l’occupation des sols de la commune et de ses infrastructures peut être observée sur les différentes représentations cartographiques du territoire : la carte de Cassini (XVIIIe siècle), la carte d'état-major (1820-1866) et les cartes ou photos aériennes de l'IGN pour la période actuelle (1950 à aujourd'hui).

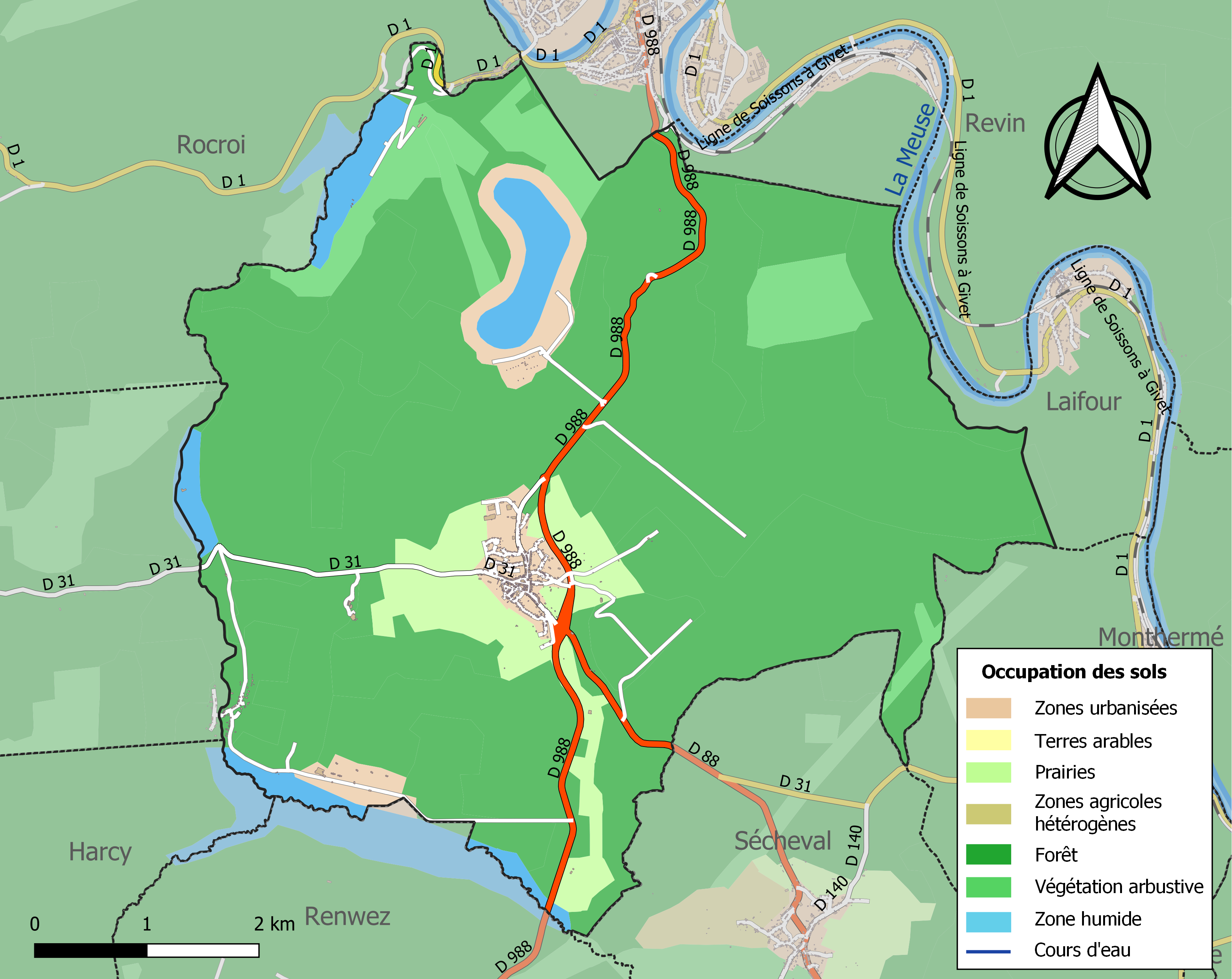
Carte des infrastructures et de l'occupation des sols de la commune en 2018 (CLC).

### Voies de communications et transports

#### Voies routières
Elle est bordée par la départementale D 988 et la D 31 la traverse. Les Mazures se trouvent au carrefour entre Revin, Renwez, Sécheval et Bourg-Fidèle.

#### Transports en commun
- Fluo Grand Est

##### SNCF

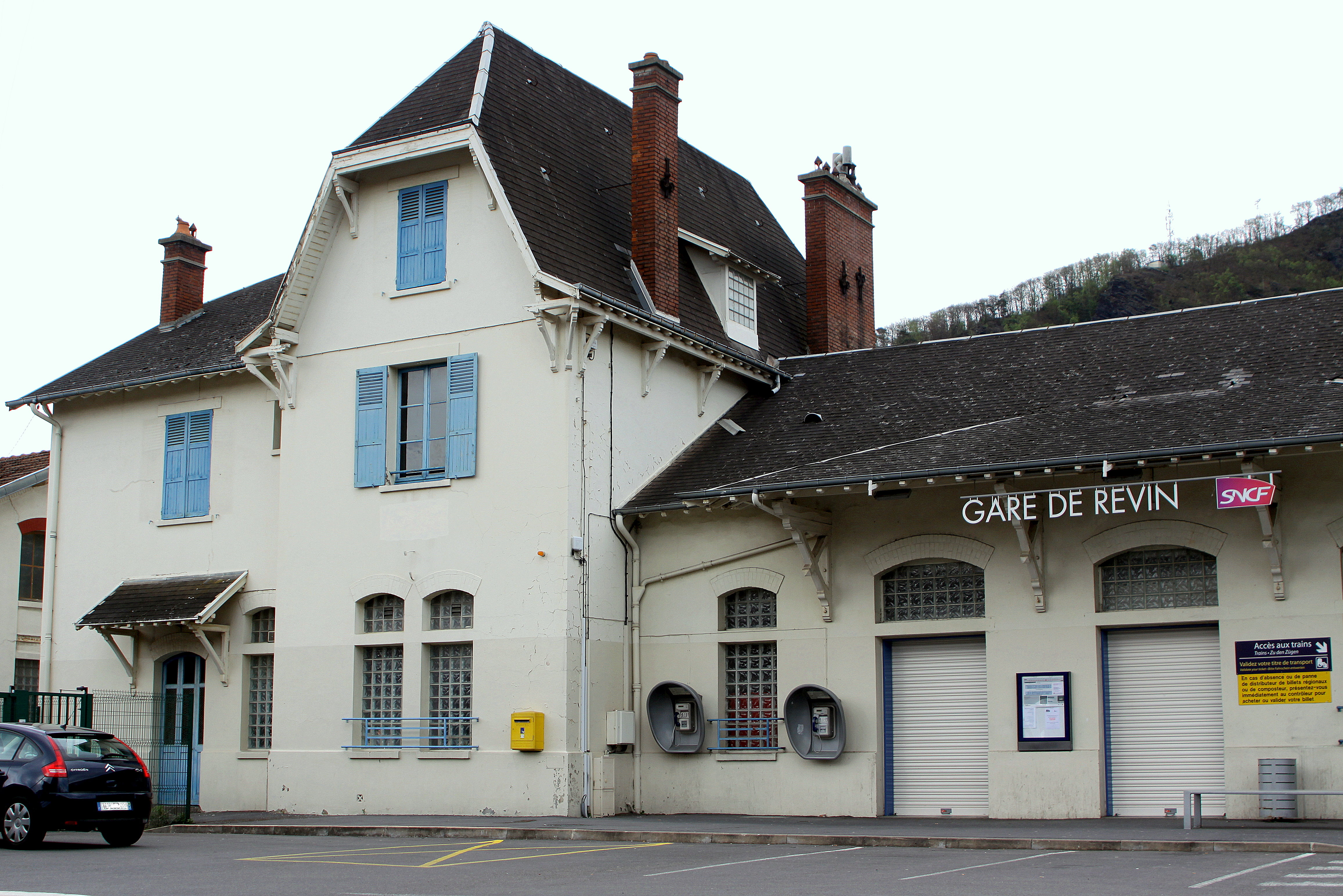
Gare de Revin.

- Gare de Laifour.
- Gare d'Anchamps.
- Gare de Revin.
- Gare de Deville.
- Gare de Monthermé.

#### Transports aériens
- Aérodrome de Charleville-Mézières.

## Histoire
Le nom Mazure signifie au XVIe siècle une manœuvrerie, de même qu'un mazurier était un manœuvre ou ouvrier, attaché à une ferme ou un domaine tout en en étant indépendant.
Le village a appartenu à la seigneurie de Montcornet. Son origine remonte à celle de cette seigneurie vers la fin du XIe siècle. Seul vestige de cette histoire, la chapelle de l'abbaye Notre-Dame-de-Consolation.

### «Judenlager» des Mazures
Durant la Seconde Guerre mondiale, l'Organisation Todt a fait construire le « Judenlager », un camp de travail. De juillet 1942 à janvier 1944, 288 juifs déportés d'Anvers (Belgique) y furent internés et fabriquèrent du charbon de bois destiné à l'industrie allemande. Tous ces déportés furent transférés ensuite à Auschwitz, à l'exception des évadés,.
Un habitant a été admis parmi les 4281 Justes parmi les nations de France pour avoir sauvé des personnes juives persécutées par le régime nazi et le gouvernement de Vichy : Émile Fontaine.

## Politique et administration

### Liste des maires
| Période                                  | Période                   | Identité                                                | Étiquette | Qualité                                                               |
| ---------------------------------------- | ------------------------- | ------------------------------------------------------- | --------- | --------------------------------------------------------------------- |
| Les données manquantes sont à compléter. |                           |                                                         |           |                                                                       |
| avant 1988                               | 1989                      | Marie Pilardeau                                         |           |                                                                       |
| 1989                                     | mars 2008                 | Christiane Cachard                                      |           | Directrice d'école                                                    |
| mars 2008                                | En cours (au 24 mai 2020) | Elisabeth Bonillo-Deram Réélue pour le mandat 2020-2026 | DVG       | Fonctionnaire Conseillère départementale de Bogny-sur-Meuse (2015 → ) |

### Intercommunalité
Commune membre de la Communauté de communes Vallées et Plateau d'Ardenne.

### Politique environnementale
Les Mazures ont adhéré à la charte du parc naturel régional des Ardennes, à sa création en décembre 2011.

### Budget et fiscalité 2021

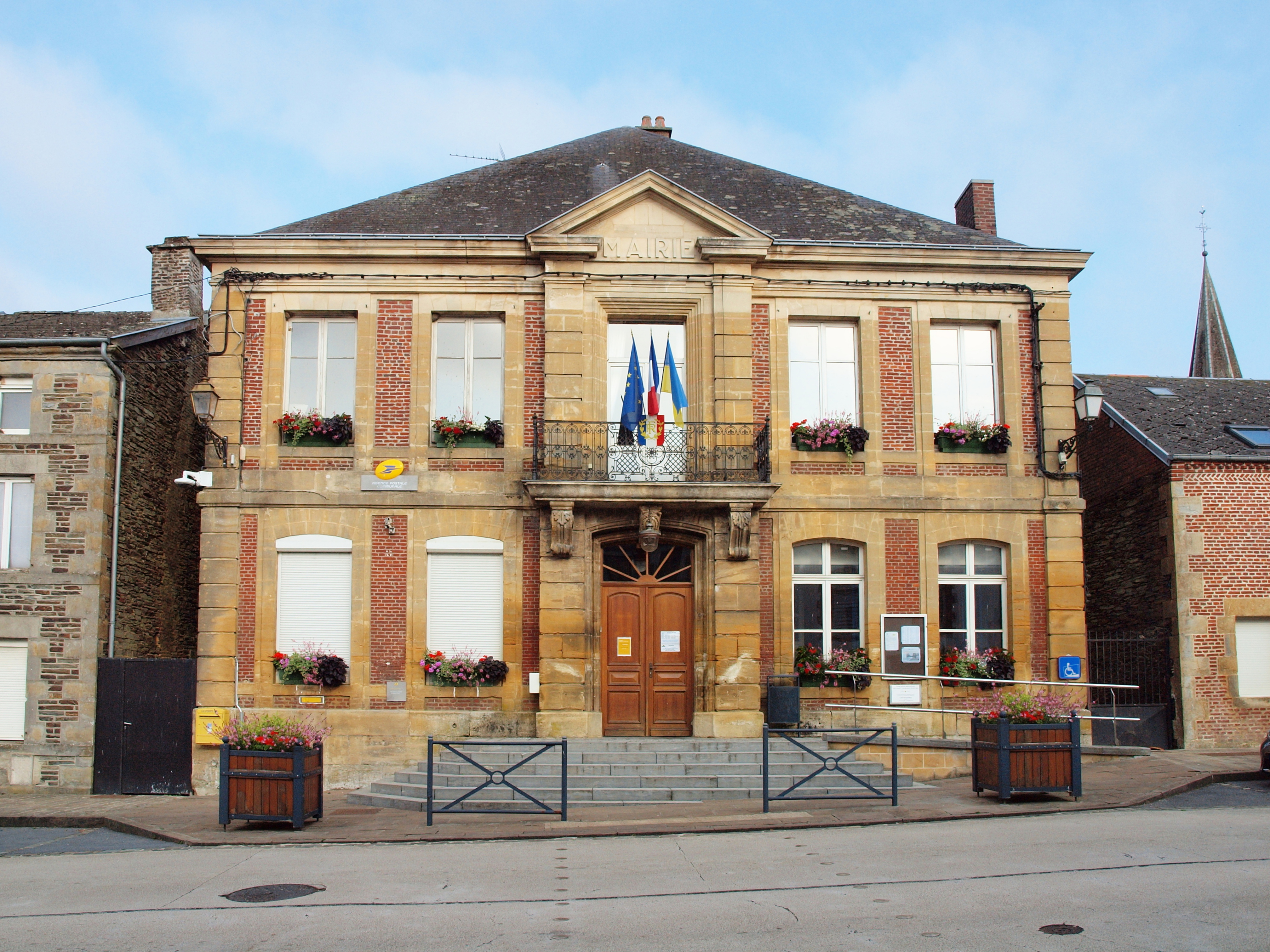
Mairie.

En 2021, le budget de la commune était constitué ainsi :
- total des produits de fonctionnement : 2 263 000 €, soit 2 478 € par habitant ;
- total des charges de fonctionnement : 1 600 000 €, soit 1 753 € par habitant ;
- total des ressources d'investissement : 295 000 €, soit 323 € par habitant ;
- total des emplois d'investissement : 596 000 €, soit 652 € par habitant ;
- endettement : 1 307 000 €, soit 1 432 € par habitant.

Avec les taux de fiscalité suivants :
- taxe d'habitation : 8,48 % ;
- taxe foncière sur les propriétés bâties : 47,00 % ;
- taxe foncière sur les propriétés non bâties : 28,27 % ;
- taxe additionnelle à la taxe foncière sur les propriétés non bâties : 0,00 % ;
- cotisation foncière des entreprises : 0,00 %.

Chiffres clés Revenus et pauvreté des ménages en 2020 : médiane en 2020 du revenu disponible, par unité de consommation : 21 590 €.

## Économie

### Entreprises et commerces

#### Agriculture - aquaculture
- Culture de céréales, de légumineuses et de graines oléagineuses.
- Exploitation forestière.
- Aquaculture en eau douce.
- Élevage d'autres bovins et de buffles.
- Élevage d'autres animaux.

#### Tourisme
- Hébergements et restauration à Les Mazures, Revin, Renwez, Rocroi, Somonne.
- Activités des parcs d'attractions et parcs à thèmes.
- Terrains de camping et parcs pour caravanes ou véhicules de loisirs.
- Hébergement touristique et autre hébergement de courte durée.

#### Commerces
- Commerces et services de proximité aux Mazures, à Bogny-sur-Meuse, à Revin, à Charleville-Mézières, à Monthermé.

## Population et société

### Démographie

#### Pyramide des âges
L'évolution du nombre d'habitants est connue à travers les recensements de la population effectués dans la commune depuis 1793. Pour les communes de moins de 10 000 habitants, une enquête de recensement portant sur toute la population est réalisée tous les cinq ans, les populations de référence des années intermédiaires étant quant à elles estimées par interpolation ou extrapolation. Pour la commune, le premier recensement exhaustif entrant dans le cadre du nouveau dispositif a été réalisé en 2007.

En 2022, la commune comptait 856 habitants, en évolution de −6,45 % par rapport à 2016 (Ardennes : −2,97 %, France hors Mayotte : +2,11 %).
| 1793 | 1800 | 1806 | 1821  | 1831  | 1836  | 1841  | 1846  | 1851  |
| ---- | ---- | ---- | ----- | ----- | ----- | ----- | ----- | ----- |
| 742  | 786  | 853  | 1 034 | 1 171 | 1 296 | 1 338 | 1 308 | 1 376 |

| 1866  | 1872  | 1876  | 1881  | 1886  | 1891  | 1896  | 1901  | 1906  |
| ----- | ----- | ----- | ----- | ----- | ----- | ----- | ----- | ----- |
| 1 230 | 1 185 | 1 194 | 1 163 | 1 110 | 1 069 | 1 048 | 1 173 | 1 093 |

| 1911  | 1921 | 1926 | 1931 | 1936 | 1946 | 1954 | 1962 | 1968 |
| ----- | ---- | ---- | ---- | ---- | ---- | ---- | ---- | ---- |
| 1 024 | 823  | 924  | 793  | 794  | 710  | 806  | 798  | 922  |

| 1975 | 1982 | 1990 | 1999 | 2006 | 2007 | 2012 | 2017 | 2022 |
| ---- | ---- | ---- | ---- | ---- | ---- | ---- | ---- | ---- |
| 789  | 781  | 738  | 774  | 909  | 928  | 940  | 903  | 856  |

## Lieux et monuments

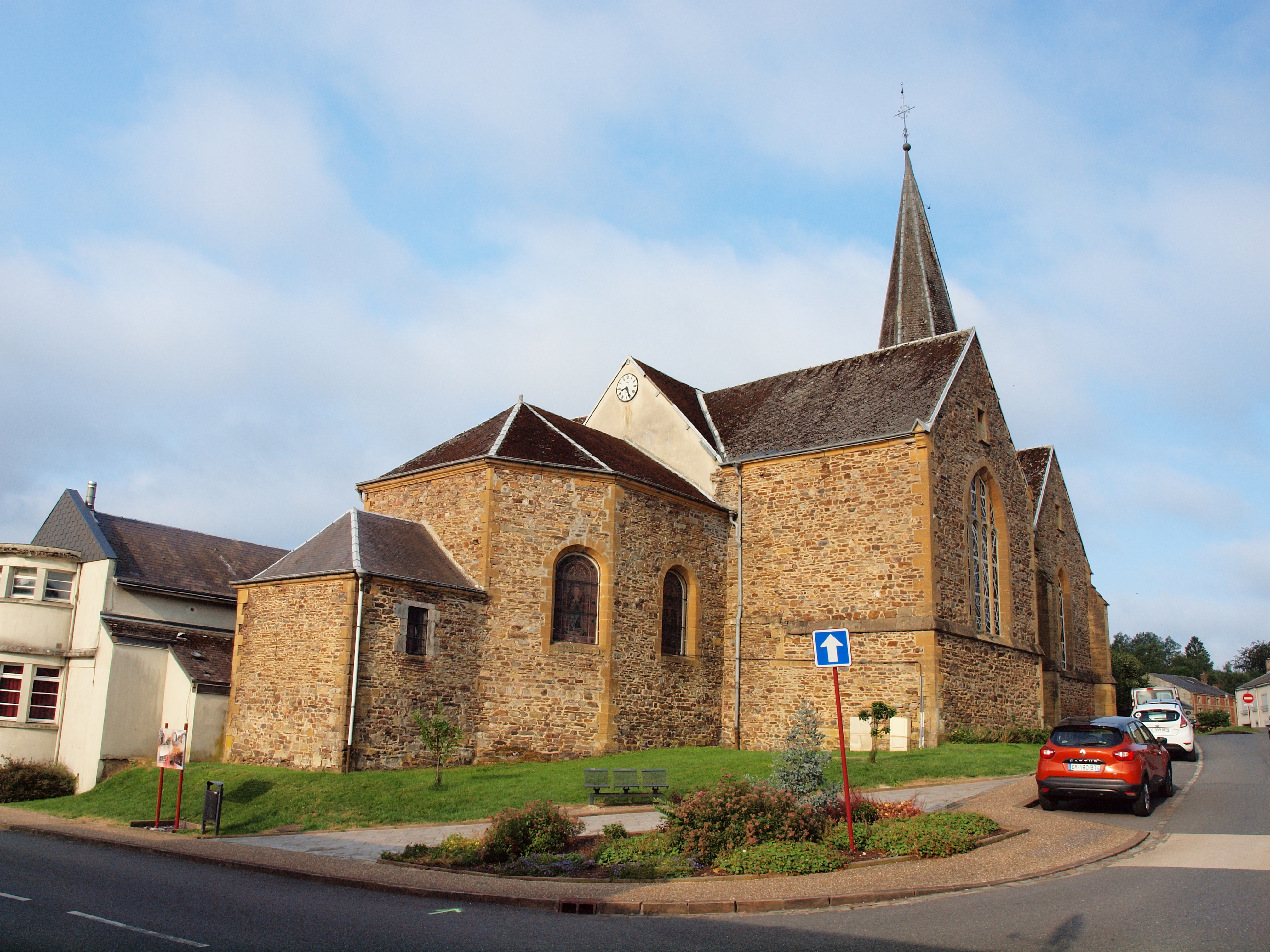
L'église Saint-Rémy.
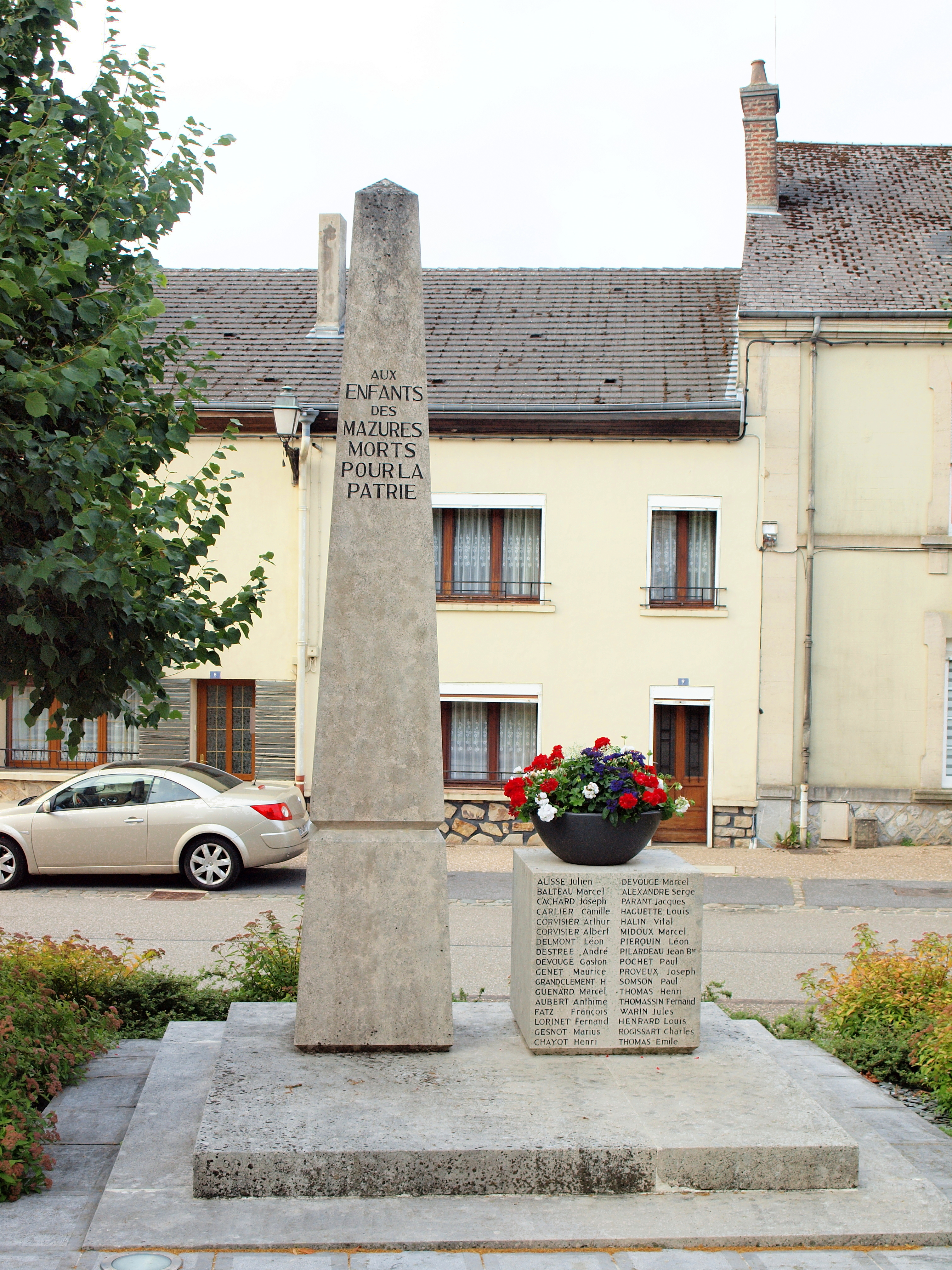
Monument aux morts.
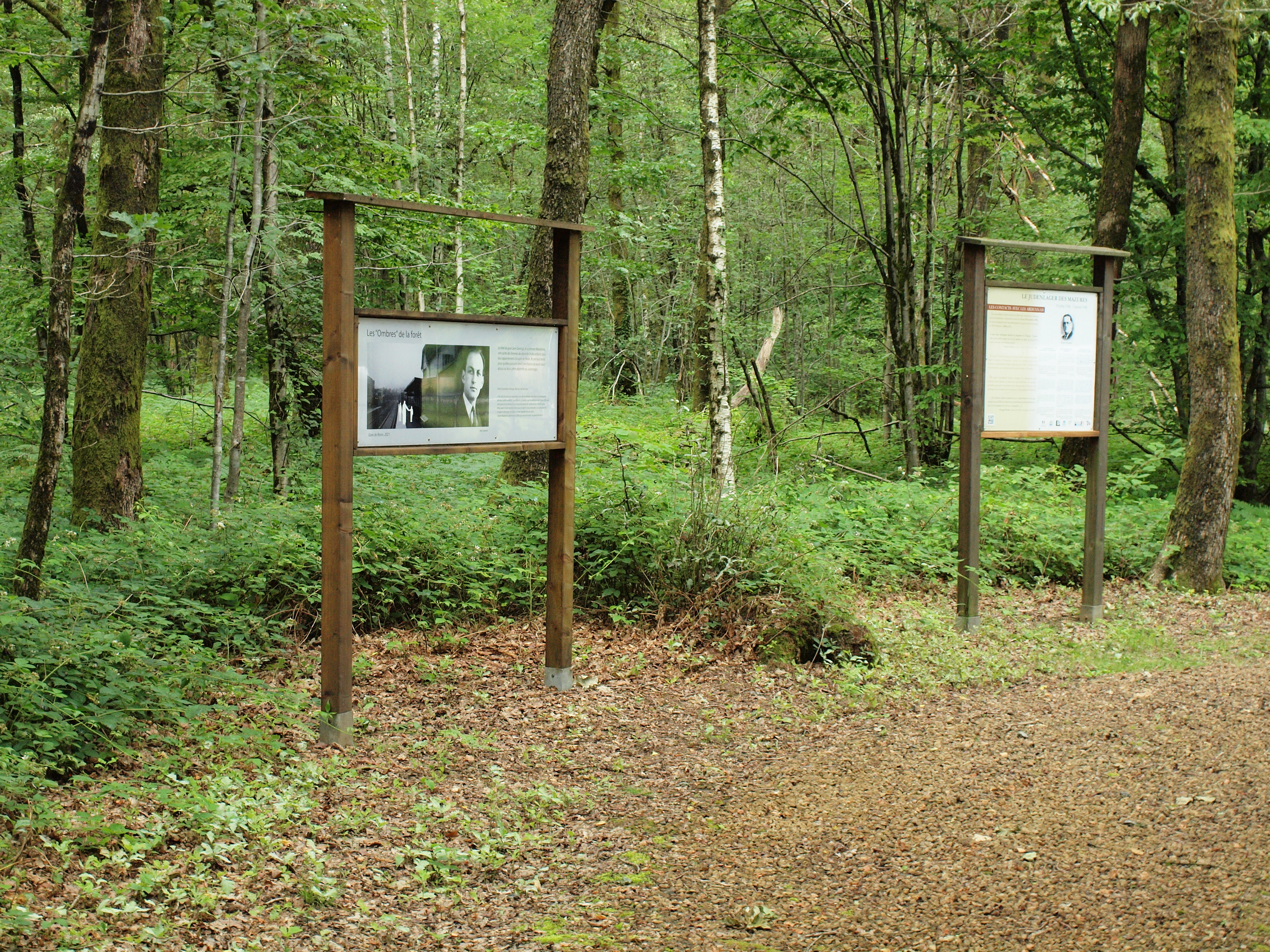
Judenlager des Mazures.
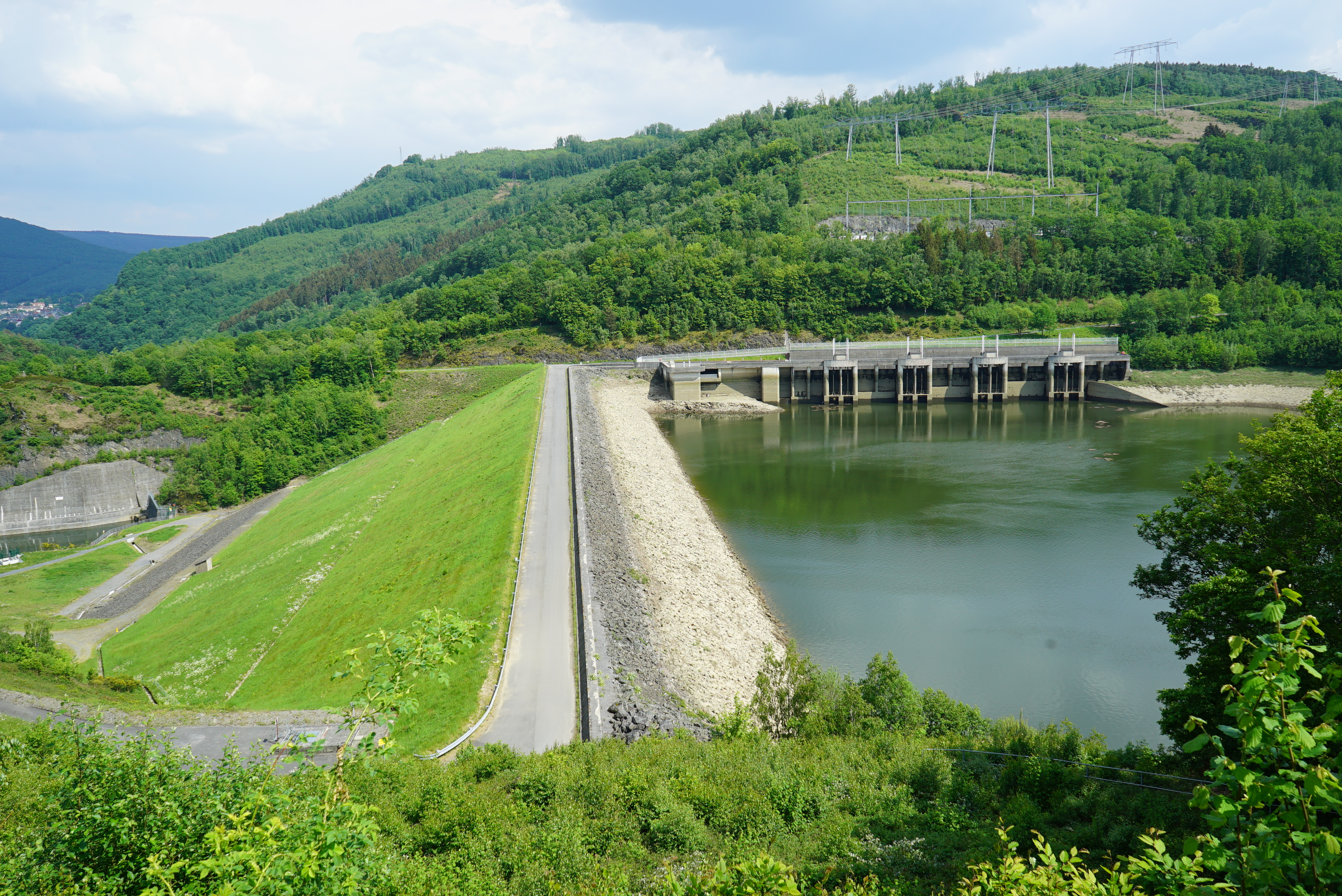
Barrage des Marquisades, usine.
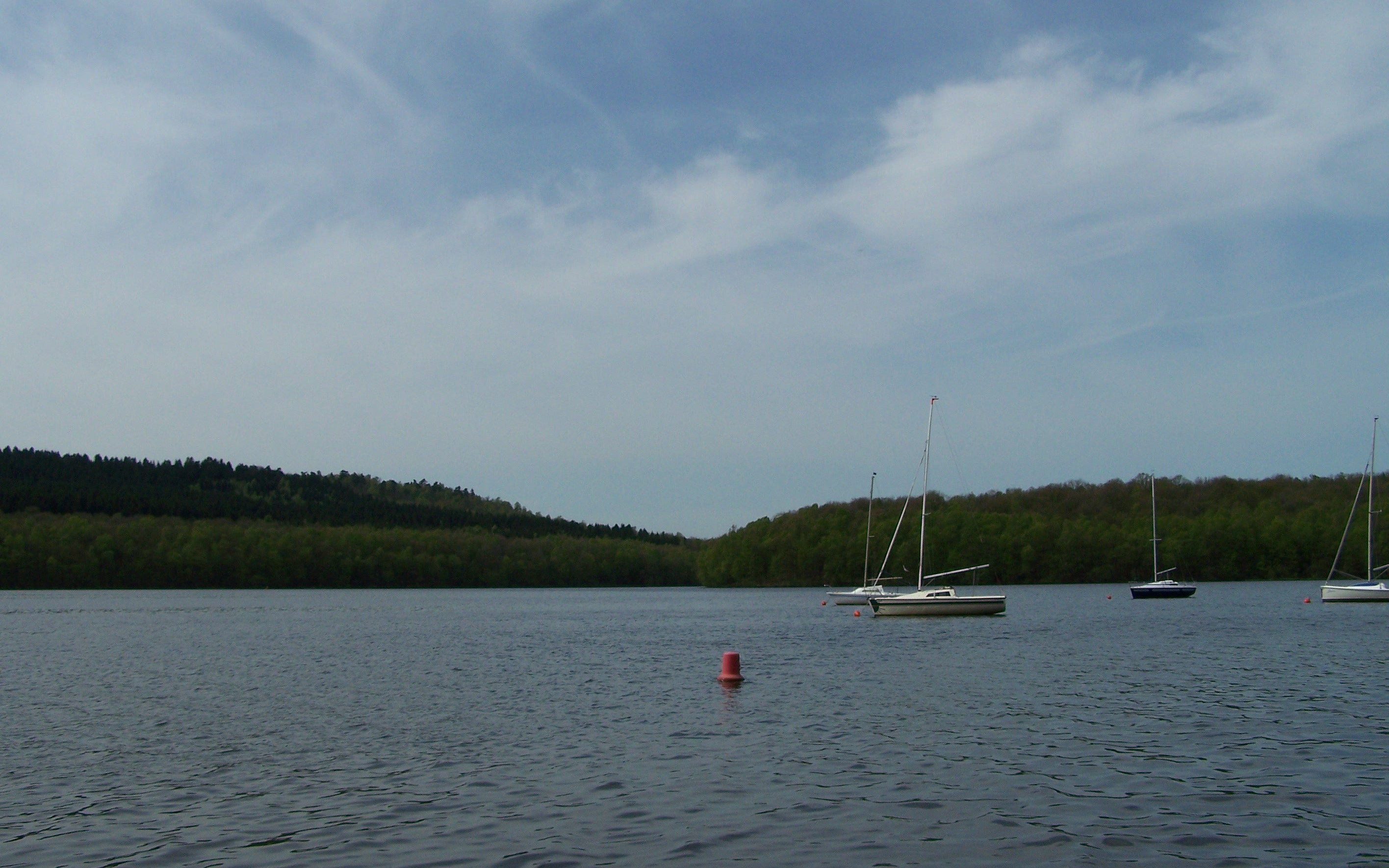
Lac des Vieilles Forges.

- Les Mazures ont deux bâtiments anciens : 
  - l'église Saint-Rémy, construite au XIIe siècle et reconstruite au XVIIIe siècle (le toit du clocher est plus récent), on y voit encore à l'intérieur des toiles représentant sainte Gertrude[37].
  - et la chapelle de l'ancienne abbaye Notre-Dame-de-Consolation XIIIe siècle (dont la façade a été rénovée) ainsi que sa source dont l'eau aurait des vertus thérapeutiques.
- Plusieurs fontaines et lavoirs anciens.
- Le lac des Vieilles Forges appartient en grande partie aux Mazures.
- La commune borde le bassin des Marquisades et le parc du même nom avec son usine hydroélectrique.
- Une stèle du souvenir est dressée en bordure du site du Camp de travail forcé pour des juifs anversois (Belgique)[38]. Ce lieu est devenu le terrain de football de la commune.
- Monument aux morts[39] : Conflits commémorés : Guerre franco-allemande de 1914-1918.
- Centre socio-culturel Mathilde Divo- Peccavet.

## Personnalités liées à la commune
- Sacha Guitry par son arrière-arrière-grand-mère[40].

### Sources
- Jean-Émile Andreux, Le Judenlager des Mazures. Juillet 1942 - Janvier 1944, Revue Historique Ardennaise, Société d’Études Ardennaises, Archives départementales, Charleville-Mézières, tome XXXVI, années 2003-2004, pp 199–216.
- Jean-Émile Andreux, Entre oubli, négation et retour à la mémoire : le travail forcé au Judenlager des Mazures. 1942 - 1944. Médecine du travail et Ergonomie. Revue de l'Association professionnelle belge de médecine du travail. Actes de la 9e journée de Médecine du Travail. École de Santé Publique. Université Libre de Bruxelles - Érasme.
- Jean-Émile Andreux, Mémorial des déportés du Judenlager des Mazures, Tsafon, Revue d'Études juives du Nord, Université de Lille 3, n°3 hors-série, Octobre 2007, 155 p.